# Uropyxis holwayi
Uropyxis holwayi är en svampart som först beskrevs av Joseph Charles Arthur, och fick sitt nu gällande namn av Joseph Charles Arthur 1934. Uropyxis holwayi ingår i släktet Uropyxis, och familjen Uropyxidaceae. Inga underarter finns listade i Catalogue of Life.